# Church of Misery
Church of Misery (チャーチ・オブ・ミザリー, Chāchi obu Mizarī) es una banda de doom metal formada en 1995 en Japón por el bajista Tatsu Mikami. Su estilo musical está profundamente inspirado en los primeros discos de Black Sabbath, sin embargo son sus líricas completamente basadas en asesinos seriales de la vida real lo que más se destaca de la banda, sus canciones normalmente están acompañadas por el nombre del asesino que la inspiró, como John Wayne Gacy, Ted Bundy, Charles Manson, etc., contando también con una breve noticia o entrevista de sus actos cometidos como introducción.

## Historia

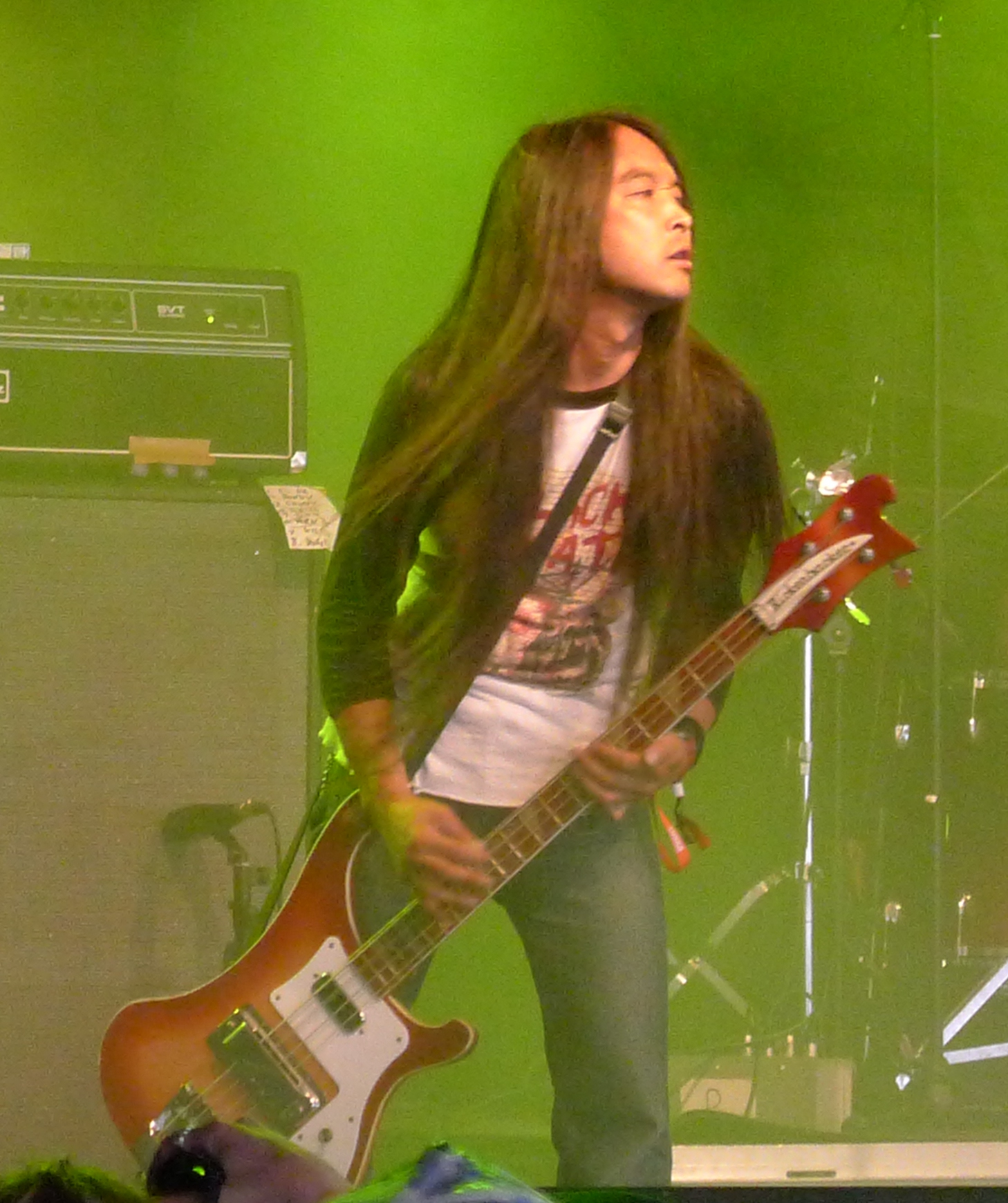
Tatsu Mikami, bajista y único miembro permanente de la banda.

Después de haber disuelto a la banda de thrash metal Salem, Tatsu Mikami decide crear su propio proyecto musical, inspirado en el downer rock de los años 70 Tatsu funda en 1995 a Church of Misery con el guitarrista Tomohiro Nishimura, el baterista Hideki Shimizu, y el vocalista Kazuhiro Asaeda. Pronto Asaeda es reemplazado por Nobukazu Chow, cuyo estilo se asemejaba al de Ozzy Osbourne y con quien grabaron en 1998 sus primeros dos EP oficiales "Taste the Pain" y "Murder Company" junto al álbum en vivo "Live Beyond the East".
En abril de 1996 la banda grabó su primer material llamado "ADV.1996." como medio para promocionar a la agrupación, sin embargo la disquera Doom Records lanzó el disco con el nombre "Vol. 1" sin el permiso de la banda, eventualmente presentaron una queja ante la disquera por tal acto, aunque irónicamente el bootleg le daría a la banda un buen nombre en la escena underground, lanzándolo oficialmente diez años después en 2007.
En el 2000 Tatsu reclutó para la banda al vocalista Yoshiaki Negishi y al baterista Junji Narita, para ese momento la banda empezó a utilizar sintetizadores en el escenario, inspirados en los elementos del krautrock y la psicodelia que agregaron junto al estilo vocal inspirado en el death metal y el hardcore punk de Yoshiaki, mayor brutalidad a la ya de por sí malvada temática sobre asesinos en serie de la banda.
En 2001 la banda lanzó finalmente su primer álbum oficial "Master of Brutality", recibiendo críticas muy positivas por su inusual contenido tanto lírico como musical, consiguiendo su reputación como "la banda más pesada de Japón". Desafortunadamente su guitarrista Tomohiro Nishimura deja la banda poco después del lanzamiento de su disco, por lo que la banda recluta a Takenori Hoshi como su reemplazo. Tres años después el vocalista Yoshiaki Negishi también deja la banda, siendo reemplazado desde entonces por Hideki Fukasawa.
En 2004 la banda lanza su siguiente álbum "The Second Coming", elevando su reputación y girando con bandas como Cathedral, Electric Wizard, Eyehategod, Orange Goblin, Angel Witch, entre otros, y participando en grandes eventos como el Roadburn Festival, Hellfest y el Maryland Deathfest. En 2006 Takenori Hoshi deja la banda y entra a reemplazarlo el australiano Tom Sutton, quien llevaba viviendo en Japón desde hace algunos años.
Con su nuevo guitarrista la banda lanza en 2009 su tercer trabajo ""Houses Of The Unholy" pero poco después de su lanzamiento Hideki Fukasawa deja la banda, volviendo a ella su anterior frontman Yoshiaki Negisi, preparando a la banda para las giras por Europa y EE.UU que pronto vendrían. Tom Sutton más adelante decide dejar a la banda para irse a vivir a Inglaterra, dejando en dificultad al grupo buscando un reemplazo, sin embargo Tom se ofreció a seguir girando con la banda hasta que hallaran a un sucesor adecuado. Yoshiaki Negisi parte de la banda una vez más y la banda decide reunirse nuevamente con Hideki Fukasawa, uniéndose a ella también el guitarrista Ikuma Kawabe en mayo de 2012, grabando y lanzando el álbum "Thy Kingdom Scum" al año siguiente, manteniendo estable esta alineación desde entonces.

## Miembros
- Tatsu Mikami - bajista (1995 - presente)

Miembros pasados
- Kazuhiro Asaeda - vocalista (1995)
- Hideki Shimizu - baterista (1995 - 2000)
- Tomohiro Nishimura - guitarrista (1995 - 2001)
- Nobukazu Chow - vocalista (1996 - 2000)
- Osamu Hamada - guitarrista (2001)
- Takenori Hoshi - guitarrista (2002 - 2006)
- Yoshiaki Negishi - vocalista (2000 - 2004, 2009 - 2011)
- Tom Sutton - guitarrista (2006 - 2010)
- Kensuke Suto - guitarrista (2011)
- Junji Narita - baterista (2000 - 2014)
- Hideki Fukasawa - vocalista & sintetizadores (2004 - 2009, 2012 - 2014)
- Ikuma Kawabe - guitarrista (2012 - 2014)

## Discografía
- Master of Brutality - 2001
- The Second Coming - 2004
- Vol. 1 - 2007 (originalmente grabado en 1996)
- Houses of the Unholy - 2009
- Thy Kingdom Scum - 2013